# 더 프로빈스

더 프로빈스의 로고

더 프로방스(영어: The Province)는 포스트미디어 네트워크의 한 부서인 퍼시픽 뉴스페이퍼 그룹이 밴쿠버 선과 함께 브리티시컬럼비아주에서 발행하는 타블로이드 형식의 신문이다. 밴쿠버 선과 함께 더 프랑스가 브리티시컬럼비아주의 유일한 주요 신문이다.
원래는 브로드시트로 인쇄되었지만 후에는 타블로이드로 규격을 바꾸었다. 토요일, 월요일과 공휴일을 제외한 날에 발행된다.

## 역사
더 프로빈스는 1894년 브리티시컬럼비아주의 빅토리아에서 주간 신문으로 출발하였다, 1903년 퍼시픽 먼슬리의 기사에서 더 프로빈스가 밴쿠버의 가장 거대하고 젊은 중요한 뉴스라고 표현되었다.

## 발행부수
더 프로빈스는 다른 캐나다의 일간 신문처럼 발행부수가 해가 지나며 감소하고 있다. 2009년부터 2015년까지 발행부수가 30%가 감소하였다.

## 유명한 기자
- 킴 볼란
- 짐 콜먼
- 루킨 존스턴
- 휴 조지 에지오케 새비지
- 토니 갤러거